# Pequena Taça do Mundo de 1956
A Pequena Taça do Mundo de 1956, a quinta edição do torneio amistoso a ser realizada, foi disputada entre os meses de junho e julho de 1956, na Venezuela, e teve novamente como campeão a equipe espanhola do Real Madrid, que repetiu o feito de quatro anos antes, quando faturou a primeira edição do torneio.
O campeão da edição de 1956 do torneio foi o Real Madrid, não o Vasco da Gama. Algumas fontes brasileiras indicam, incorretamente, que o campeão teria sido o Vasco da Gama, cometendo esse erro em função de um amistoso disputado em Caracas pelos dois clubes, logo após o fim da Pequena Taça do Mundo de 1956, e vencido pelo Vasco por 2 x 0. Porém, tal jogo foi um amistoso extra, não um jogo válido pela competição.
Em entrevista ao jornal espanhol El Mundo Deportivo, o empresário espanhol patrono da competição, Damián Gaubeka, revelou que naquele ano (1956) a competição contaria com Atlético de Bilbao, Porto, uma equipe milanesa (Milan ou Internazionale) e uma seleção venezuelana reforçada por jogadores brasileiros como Ademir, Chico, Danilo e Maneca. Porém, acabaram participando daquela edição Vasco da Gama, Real Madrid, Porto e Roma.
Primeira edição da Pequena Taça do Mundo realizada após a final da edição inaugural da Copa dos Campeões da Europa, contou com o campeão  europeu Real Madrid (que se sagraria campeão também do torneio venezuelano), tendo sido a única edição da Pequena Taça do Mundo que contou com o campeão europeu. Porém, a participação do Real Madrid na competição venezuelana de 1956 não teve relação com seu título europeu do mesmo ano: o Real Madrid havia acordado sua participação no torneio venezuelano já antes de tornar-se campeão europeu de 1956.
Em toda a sua série original (1952-1957), esta foi a única edição da competição que contou com 3 equipes europeias e apenas uma brasileira.

## Fórmula de disputa
Os 4 participantes jogaram em grupo único, todos contra todos, em turno e returno. O time que marcou mais pontos ao final do campeonato é declarado campeão.

## Tabela[carecede fontes?]
| 30 de junho de 1956 | Porto    | 1 – 1 | Roma      | Estádio Olímpico de Caracas Público: Árbitro: |
|                     | Teixeira |       | Nyers (p) |                                               |

| 1 de julho de 1956 | Vasco da Gama         | 2 – 5 | Real Madrid                                              | Estádio Olímpico de Caracas Público: Árbitro: Lires Löpez |
|                    | Laerte 13' · Vavá 40' |       | Joseito 15' · Marsal 32' · Rial 37' · Di Stéfano 50' 57' |                                                           |

| 3 de julho de 1956 | Vasco da Gama            | 3 – 0 | Porto | Estádio Olímpico de Caracas Público: Árbitro: |
|                    | Sabara 3' · Vavá 28' 65' |       |       |                                               |

| 4 de julho de 1956 | Real Madrid    | 1 – 2 | Roma             | Estádio Olímpico de Caracas Público: Árbitro: Lires López |
|                    | Di Stéfano 34' |       | Lojodice 10' 20' |                                                           |

| 7 de julho de 1956 | Vasco da Gama                     | 3 – 1 | Roma      | Estádio Olímpico de Caracas Público: Árbitro: |
|                    | Vavá 55' · Sabara 65' · Pinga 67' |       | Costa 80' |                                               |

| 8 de julho de 1956 | Real Madrid            | 2 – 1 | Porto      | Estádio Olímpico de Caracas Público: Árbitro: Lires López |
|                    | Rial 34' · Joseito 80' |       | Gaburu 27' |                                                           |

| 10 de julho de 1956 | Vasco da Gama | 0 – 1 | Porto        | Estádio Olímpico de Caracas Público: Árbitro: |
|                     |               |       | Monteiro 42' |                                               |

| 12 de julho de 1956 | Roma         | 1 – 2 | Real Madrid               | Estádio Olímpico de Caracas Público: Árbitro: Benito Jackson |
|                     | Giulinao 10' |       | Rial 20' · Di Stéfano 38' |                                                              |

| 14 de julho de 1956 | Vasco da Gama | 2 – 1 | Roma | Estádio Olímpico de Caracas Público: Árbitro: |
|                     |               |       |      |                                               |

| 15 de junho de 1956 | Porto       | 1 – 2 | Real Madrid           | Estádio Olímpico de Caracas Público: Árbitro: Lires López |
|                     | Hernani 36' |       | Rial 10' · Marsal 50' |                                                           |

| 17 de julho de 1956 | Roma | 0 – 1 | Porto      | Estádio Olímpico de Caracas Público: Árbitro: Di leo |
|                     |      |       | Gaburu 49' |                                                      |

| 19 de julho de 1956 | Vasco da Gama                         | 2 – 2 | Real Madrid  | Estádio Olímpico de Caracas Público: Árbitro: Benito Jackson |
|                     | Djair 56' · Astolfo 71' · Joseito 76' |       | Rial 61' 70' |                                                              |

| Time          | Pts | J | V | E | D | GP | GC | SG |
| ------------- | --- | - | - | - | - | -- | -- | -- |
| Real Madrid   | 9   | 6 | 4 | 1 | 1 | 14 | 9  | 5  |
| Vasco da Gama | 7   | 6 | 3 | 1 | 2 | 12 | 10 | 2  |
| Porto         | 5   | 6 | 2 | 1 | 3 | 5  | 8  | -3 |
| Roma          | 3   | 6 | 1 | 1 | 4 | 6  | 10 | -4 |

## Campeão
| Pequena Taça do Mundo de 1956   |
| ------------------------------- |
| REAL MADRID Campeão (2º título) |